# 다루미이
다루미이(일본어: 他魯毎, 생년 미상 ~ 1429년)는 산잔 시대 난잔왕국(南山王国)의 제4대 국왕(재위 기간: 1415년 ~ 1429년)이자, 난잔 오자토 왕조(大里王統)의 마지막 국왕이다. 그의 아버지는 제3대 국왕 오오소이다.
성정이 잔인하고 주색을 밝혀서 연산군과 거의 비슷한 왕이었다.
츄잔(中山)의 왕인 쇼하시왕(尙巴志王)이 1429년에 난잔을 공격하여 멸망시켰다.
| 전임자 오오소 | 제4대 난잔 국왕 1415년 ~ 1429년 | 후임자 - |

| 전임자 오오소 | 제4대 류큐왕국 난잔왕 1415년 ~ 1429년 | 후임자 - |